# Chalaroderma ocellata
Chalaroderma ocellata är en fiskart som först beskrevs av John Dow Fisher Gilchrist och Thompson, 1908.  Chalaroderma ocellata ingår i släktet Chalaroderma och familjen Blenniidae. Inga underarter finns listade i Catalogue of Life.